# 布朗斯維爾 (特拉華州)
布朗斯維爾（英語：Brownsville）是位於美國特拉華州肯特縣的一個非建制地區。該地的面積和人口皆未知。

## 地理
布朗斯維爾的座標為38°54′49″N 75°40′47″W / 38.91361°N 75.67972°W，而該地的平均海拔高度為18米（即59英尺）。